# Амалия Нассау-Вейльбургская
Амалия Шарлотта Вильгельмина Луиза Нассау-Вейльбургская (нем. Amelia Charlotte Wilhelmina Louise von Nassau-Weilburg; 7 августа 1776, Кирххаймболанден — 19 февраля 1841, замок Шаумбург) — принцесса Нассау-Вейльбургская, супруга князя Ангальт-Бернбург-Шаумбург-Хоймского Виктора II, после его смерти — барона Фридриха фон Штайн-Либенштайн цу Бархфельда.

## Биография
Амалия родилась 7 августа 1776 года в Кирхгаймболандене. Она была девятым ребёнком и четвёртой дочерью в семье князя Нассау-Вейльбургского Карла Кристиана и его жены Каролины Оранской.
В возрасте 17 лет вышла замуж за 25-летнего принца Ангальт-Бернбург-Шаумбург-Хоймского Виктора. Свадьба состоялась в Вейльбурге 29 октября 1793 года. У супругов родилось четыре дочери:
- Гермина (1797—1817) — супруга австрийского эрцгерцога Иосифа Антона, палатина Венгрии, имела сына и дочь;
- Адельгейда (1800—1820) — супруга наследного принца Августа Ольденбургского, имела с ним двух дочерей;
- Эмма (1802—1858) — супруга князя Вальдек-Пирмонтского Георга II, имела с ним пятеро детей;
- Ида (1804—1828) — супруга наследного принца Августа Ольденбургского, который был вдовцом её сестры Адельгейды, имела единственного сына.

В 1806 году Виктор унаследовал от отца Ангальт-Бернбург-Шаумбург-Хойм, однако, всё время его правления до смерти в 1812 году, право на правление оспаривал его дядя Фридрих.
22 апреля 1812 года Виктор умер. Амалия через девять месяцев снова вышла замуж. Свадьба состоялась 15 февраля 1813 года в Шаумбурге. Невесте было 36 лет, жениху за день до этого исполнилось столько же. Вскоре у пары родился единственный сын:
- Фридрих Густав (1813—1875) — граф фон Бархфельд, был женат на Каролине Шульц.

Амалия ушла из жизни 19 февраля 1841 года.